# (459) Signe
(459) Signe es un asteroide perteneciente al cinturón de asteroides descubierto el 22 de octubre de 1900 por Maximilian Franz Wolf desde el observatorio de Heidelberg-Königstuhl, Alemania.
Está posiblemente nombrado por Signe, un personaje de la mitología nórdica.